# بطولة أوروبا لكرة الطائرة للرجال 1995
بطولة أوروبا لكرة الطائرة للرجال 1995 هو الموسم 19 من  بطولة أمم أوروبا للكرة الطائرة للرجال. أشرف على تنظيمه الاتحاد الأوروبي للكرة الطائرة، وكان عدد الأندية المشاركة فيه  12، وفاز فيه منتخب إيطاليا لكرة الطائرة.